# Matteo Annibale Arnaldi
Matteo Annibale Arnaldi (Finale Ligure, 21 gennaio 1801 – Brescia, 20 luglio 1859) è stato un generale italiano, che combatte durante la Prima guerra d'indipendenza, la guerra di Crimea e Seconda guerra d'indipendenza. Si distinse particolarmente nella prima, dove fu insignito di due Medaglie d'argento al valor militare, e nella seconda dove ricevette la Croce di Cavaliere dell'Ordine militare di Savoia.

## Biografia
Discendente di una ricca e nobile famiglia francese della Linguadoca trasferitasi in Piemonte nel corso del XVI secolo, Matteo Annibale Arnaldi era figlio del conte Giovanni Battista, residente a Finale Ligure, nel quartiere di Finalborgo e della moglie, la nobildonna Caterina Campoantico.
Durante i primi anni della sua vita, l'Arnaldi frequentò l'istituto diretto dai padri scolopi non distante dalla sua abitazione dove ebbe modo di eccellere negli studi, in particolare nella filosofia.
Nel 1819 decise di arruolarsi come volontario nell'Armata Sarda venendo inquadrato col nella Brigata di fanteria "Saluzzo", iniziando una rapidissima carriera militare che nel giro di trent'anni lo portò a raggiungere i gradi massimi dell'esercito. Caporale nel 1820, divenne sottotenente dal 1822 quando divenne Aiutante di campo del generale Righini di San Giorgio. Nel 1836 divenne capitano e venne promosso al grado di maggiore nel 1848. Combatté in quello stesso anno la Prima guerra d'indipendenza con il Corpo dei bersaglieri per poi tornare in fanteria, nell'11º Reggimento. Dopo aver preso parte alla battaglia di Santa Lucia e a quella di battaglia di Goito, il 1 novembre 1848 ottenne una Medaglia d'argento al valor militare, meritandosi la seconda nella battaglia di Novara nell'anno successivo, dove tra l'altro rimase ferito alla mano sinistra.
Promosso tenente colonnello, nel 1851 ottenne il comando dell'11º Reggimento di fanteria, venendo poi promosso colonnello dal 1852, grado con cui prese parte alla Guerra di Crimea dove ottenne la promozione a brigadiere generale per meriti conseguiti sul campo.
Il 19 gennaio 1859 fu promosso maggiore generale e ottenne il comando della Brigata "Cuneo" e nel corso delle prime battaglie della seconda guerra d'indipendenza, si guadagnò le insegne di Croce di Cavaliere dell'Ordine militare di Savoia e dell'Ordine dei Santi Maurizio e Lazzaro. Dopo aver partecipato alla battaglia di Magenta il 4 giugno 1859, venne impiegato con la sua brigata nella Battaglia di San Martino dove si distinse ancora una volta conquistando per breve tempo il paese di San Martino. La sua brigata si trovò però presto sopraffatta dalle truppe austriache della controparte del generale Ludwig von Benedek, di numero nettamente superiore, al punto che la brigata fu costretta ad abbandonare la propria posizione che venne conquistata nuovamente dai piemontesi dopo un ulteriore assalto. Durante gli attacchi, il generale Arnaldi rimase però ferito gravemente da un colpo di moschetto ad una gamba che colpì in pieno il ginocchio. Abbandonato il campo contro la sua volontà, venne trasferito all'Ospedale militare "Sant'Angelo" di Brescia dove rimase in cura per qualche tempo. Morì il 20 luglio 1859 come conseguenza delle ferite riportate. Il giorno successivo ricevette una sepoltura solenne nel Cimitero di Brescia alla presenza di tutti i vincitori dello scontro.